# Orcus
Orcus (deutsch: Orkus) war in der römischen Mythologie einer der  Namen für den Gott der Unterwelt. Andere Namen waren Pluto oder Dis Pater. Mit Orcus wurde seine böse, bestrafende Seite bezeichnet, der Gott, der die Toten im Jenseits folterte. Ihm wurden allerdings auch Eigenschaften eines Psychopomp zugeschrieben, als welcher er die Seelen der Verstorbenen in die Unterwelt führte. Als Strafort galt er als nicht absolut schlimmer Aufenthalt der Toten, aus welchem als geläuterter Geist Erlösung zu hoffen sei.
Die Ursprünge des Orcus liegen womöglich in der etruskischen Religion. Orcus war auch ein Name, der von römischen Autoren verwandt wurde, um einen gallischen Gott der Unterwelt zu bezeichnen.
Im Deutschen wird „Orkus“ etwa im Sinn von Abgrund, Totenreich oder Unterwelt gebraucht. Wird z. B. davon gesprochen, dass etwas in den Orkus geht, ist gemeint, dass es dem Verfall anheimgestellt ist. Eine bekanntere Redewendung in diesem Zusammenhang ist der Orkus des Vergessens, der synonym zum Begriff der Vergessenheit gebraucht wird. Umgangssprachlich wird Orkus auch für Toilette gebraucht.